# Szostaków
Szostaków (również Szestoki, lit. Šeštokai) – litewskie miasteczko (ok. 700 mieszkańców) na granicy okręgu olickiego pomiędzy Mariampolem i Kalwarią a Olitą, rejon łoździejski.
Miasteczko ma znaczenie jako przejście graniczne z Polską. Znajduje tu się graniczna stacja kolejowa Szostaków. Tędy przebiega jedyne połączenie kolejowe (Wilno–Kowno–Szostaków–Warszawa) pomiędzy tymi krajami.
Ważną rolę odgrywają także połączenia autobusowe do Wilna, Olity, Mariampola i Łoździejów. Firmy obsługujące miejscowość to Lazdijų Autobusų Parkas i TOKS.